# Epactoides incertus
Epactoides incertus är en skalbaggsart som beskrevs av Lebis 1953. Epactoides incertus ingår i släktet Epactoides och familjen bladhorningar. Inga underarter finns listade i Catalogue of Life.